# Co-cathédrale de l'Immaculée-Conception de Basseterre
Pour les articles homonymes, voir Cathédrale de l'Immaculée-Conception.
La co-cathédrale de l'Immaculée-Conception est une cathédrale catholique située à Basseterre, à Saint-Christophe-et-Niévès. Elle partage le siège du diocèse de Saint John's-Basseterre avec la cathédrale de la Sainte-Famille de Saint John's.

## Historique
Au début de l'occupation française, les jésuites construisirent une église dédiée à Notre-Dame qui fut incendiée en 1706 pendant la guerre de Succession d'Espagne. Elle fut, plus tard, reconstruite et confiée à l'anglicanisme et dédiée à saint Georges. Le nombre de catholiques diminua fortement après la signature du Traité d'Utrecht, accentuée par le fait qu'en 1713, les Anglais interdirent le culte public de la religion catholique. En réaction, les familles catholiques érigèrent des coupoles au sommet de leurs maisons pour célébrer la messe.
En 1829, une loi fut adoptée pour diminuer la discrimination des catholiques sur l'île. La présence catholique a été considérablement renforcée par l'immigration venue de l'île de Saint-Barthélémy. Pour accueillir ses nouveaux fidèles, une nouvelle église fut construite et les travaux démarrèrent en 1832 mais ces derniers furent longs et laborieux, notamment en raison du manque d'argent. Les 14 stations et une statue de la Vierge Marie furent donnés par l'évêque de Roseau. En 1885, des travaux de rénovation et d'agrandissement sont lancés pour soutenir la communauté catholique grandissante, grâce notamment à l'afflux constant de migrants portugais en provenance de l'île de Madère à partir de 1835, qui seront également de nouveau nécessaire en 1921. Divers embellissements intérieurs sont réalisés : achat d'une nouvelle cloche en 1895, d'un nouvel ensemble de stations-de-croix en 1901 et consécration de la statue de l'Immaculée Conception est consacrée dans l'église en 1903. 
Les ravages du temps et du climat tropical ont nécessité la construction d'une nouvelle église. Les plans ont été élaborés en 1925 et exposés au public l'année suivante. En janvier 1927, l’ancienne église fut vidée de son mobilier et transféré dans le hall voisin qui servit de lieu de culte temporaire. La démolition commença le 1er février. Les dalles de la chaussée ont été soigneusement retirées pour pouvoir être réutilisées dans la nouvelle église. La construction a commencé le 17 mars 1927 et s'est achevée en moins de deux ans. La nouvelle église a été inaugurée le 6 décembre 1928.
En 1981, l’église a été érigée en co-cathédrale au sein du diocèse de Saint John's-Basseterre.